# Advanced Speech Call Items
Die Advanced Speech Call Items (ASCI) sind eine Gruppe von Leistungsmerkmalen in einem Mobilfunknetz nach GSM-Standard.
Enthalten sind die folgenden Dienste:
- Der Voice Group Call Service VGCS[2]
- Der Voice Broadcast Service VBS[3]
- Das User-to-User-Signalling UUS[4]
- Das User-to-Dispatcher-Signalling, auch als Implicit_UUS1 bezeichnet
- Der Enhanced Multi-Level Precedence And Pre-emption Service eMLPP
- Die Follow-Me-Services

Zwischen den Einzeldiensten bestehen Abhängigkeiten, die es verhindern, dass beliebige Untermengen im Netz implementiert werden können. So sind der Voice Group Call Service und der Voice Broadcast Service ohne den Enhanced Multi-Level Precedence and Pre-emption service nur eingeschränkt lauffähig, die Follow-Me-Services benötigen das User-to-User-Signalling. Das User-to-Dispatcher-Signalling ist eine Untermenge des User-to-User-Signalling, wird jedoch aufgrund seiner speziellen Anwendung in den Spezifikationsdokumenten gesondert erwähnt.
Die Advanced Speech Call Items werden für wesentliche Funktionen eines GSM-R-Mobilfunknetzes benötigt und wurden auf Betreiben des Internationalen Eisenbahnverbands UIC erstmals im Jahr 1994 spezifiziert, sie sind seitdem Bestandteil der GSM-Spezifikationen.